# Ciencia y tecnología en Brasil

Acelerador de partículas Sirius en el Laboratorio Nacional de Luz Síncroton (LNLS), en Campinas, estado de São Paulo, local de los dos aceleradores de partículas presentes en el país.

La ciencia y tecnología de Brasil han conseguido en las últimas décadas una posición significativa en la escena internacional. La agencia encargada de la ciencia y la tecnología en Brasil es el Ministerio de Ciencia y Tecnología, que incluye a CNPq y Finep. Este ministerio también tiene supervisión directa sobre el Instituto Nacional de Investigaciones Espaciales (en portugués: Instituto Nacional de Pesquisas Espaciales INPE), el Instituto Nacional de Investigación Amazónica (en portugués: Instituto Nacional de Pesquisas de la Amazonía - INPA), y el Instituto Nacional de Tecnologia (INT). El ministerio también es responsable de la Secretaria de Política de Informática y Autonomía (SPIA), que es el sucesor del SEI. 

## Historia

### Período colonial

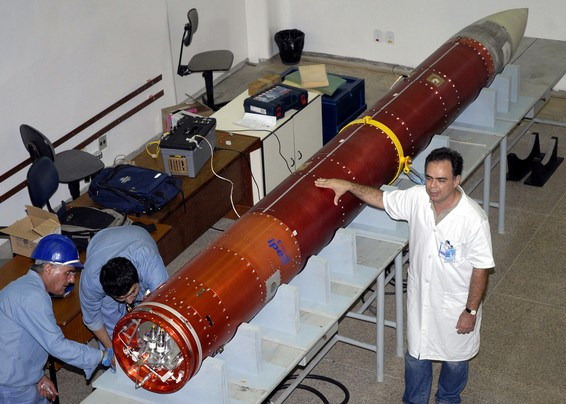
Rocket VSB-30 se ensambla con su carga útil.

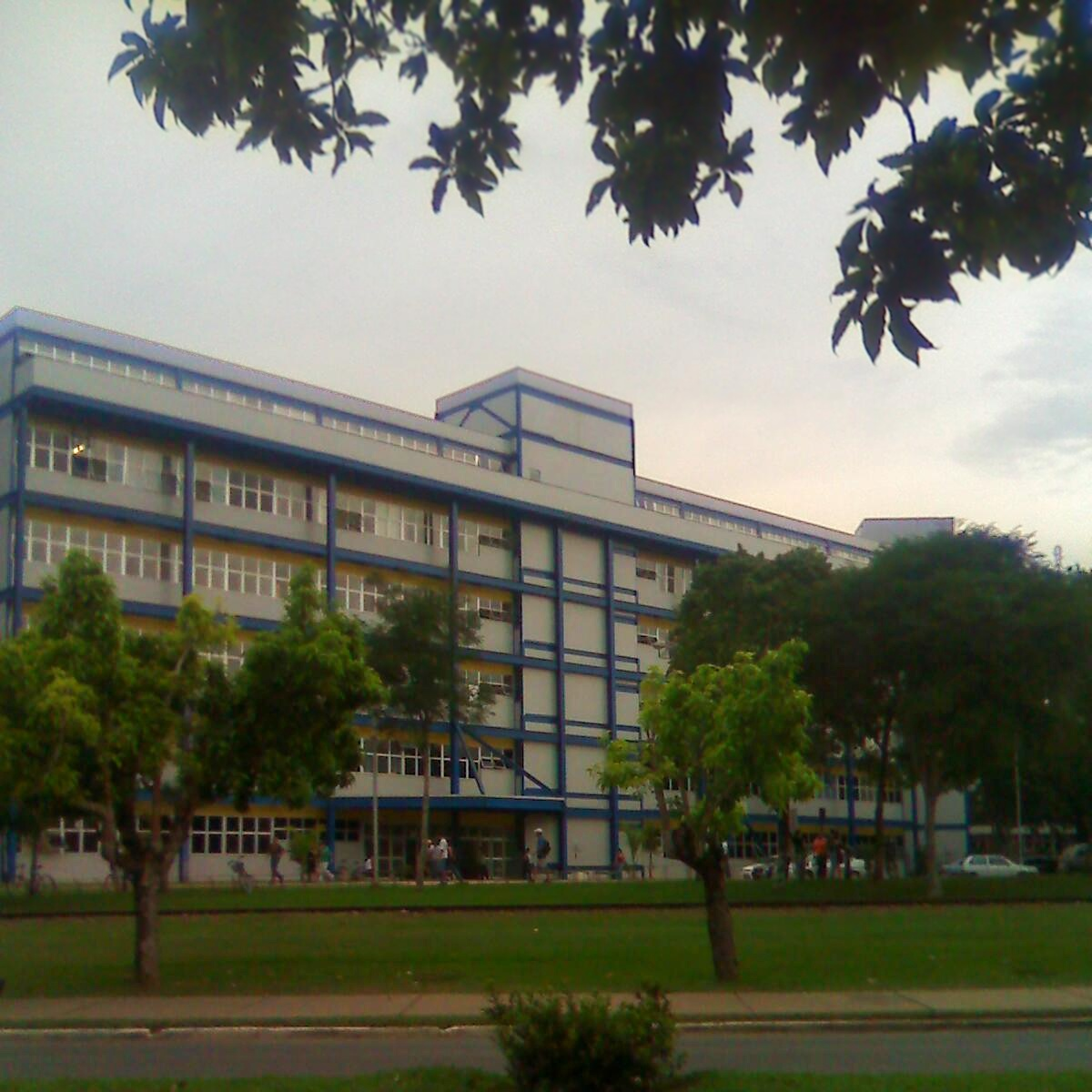
centro de Ciencias Biológicas de Universidad Federal de Viçosa.

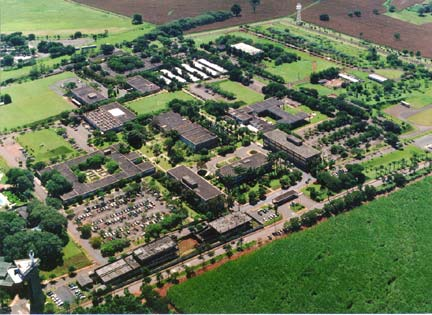
Grupo de tecnología en Campinas.

En 1709, el sacerdote jesuita Bartolomeu de Gusmão creó el Passarola, el primer avión conocido en volar en el mundo. 
La ciencia brasileña comenzó efectivamente en las primeras décadas del siglo XIX, cuando la familia real portuguesa, encabezada por João VI, llegó a Río de Janeiro, escapando de la invasión del ejército de Napoleón en 1807. Como casi todos los territorios y regiones del Nuevo Mundo, Brasil fue una colonia portuguesa, sin  universidades, y con apenas algunas organizaciones culturales y científicas. Las antiguas colonias americanas del Imperio español, aunque tienen una población en gran parte analfabeta como Brasil, Portugal y España, poseían varias universidades desde el siglo XVI. Esto pudo haber sido una política deliberada de la potencia colonial portuguesa, porque temían que la aparición de clases educadas brasileñas impulsara el nacionalismo y las aspiraciones hacia la independencia política, como sucedió en los Estados Unidos y varias antiguas colonias españolas de América Latina. Sin embargo, a lo largo de los siglos de gobierno portugués, se permitió e incluso se alentó a los estudiantes brasileños a inscribirse en la educación superior en Portugal continental. Además, la población de Portugal continental en ese momento también era en gran parte analfabeta y durante la mayor parte de ese período tuvo una sola universidad, la Universidad de Coímbra, que educaba a los portugueses de todo el Imperio Portugués, incluidos de la colonia de Brasil.
Los primeros intentos firmes de tener un establecimiento de ciencia brasileño se realizaron alrededor de 1783, con la expedición del naturalista portugués Alexandre Rodrigues Ferreira, que fue enviado por el primer ministro de Portugal, el Marqués de Pombal, para explorar e identificar fauna, flora y geología brasileñas. Sus colecciones, sin embargo, se perdieron en manos de los franceses, cuando Napoleón invadió Portugal, y fueron transportadas a París por Étienne Geoffroy Saint-Hilaire. En 1772, incluso antes del establecimiento de la Academia de Ciencias de Lisboa (1779), una de las primeras sociedades científicas de Brasil y el Imperio Portugués se fundó en Río de Janeiro: fue la "Sociedade Scientifica", pero duró solo hasta 1794. Además, en 1797, se fundó el primer instituto botánico en Salvador, Bahía. A fines del siglo XVIII, la Real Academia de Artilharia, Fortificação e Desenho de Río de Janeiro fue creada en 1792 a través de un decreto emitido por las autoridades portuguesas como escuela de educación superior para la enseñanza de ciencias e ingeniería. Tanto las escuelas de ingeniería de la Universidad Federal de Río de Janeiro como el  Instituto de Ingeniería Militar se crearon y desarrollaron a partir de la escuela de ingeniería más antigua de Brasil, que es también una de las más antiguas de Latinoamérica.
En un corto período (entre 1808 y 1810), el gobierno de D. João VI fundó la Real Academia Naval y la Real Academia Militar (ambas escuelas militares), la Biblioteca Nacional, el Jardín Botánico de Río de Janeiro, la Escuela Médico-Quirúrgica de Bahía, actualmente conocida como Faculdad de Medicina de la Universidad Federal de Bahía y la Escuela Médico-Quirúrgica de Río de Janeiro (Faculdad de Medicina de la Universidade Federal do Rio de Janeiro).
Las expediciones científicas notables organizadas por brasileños fueron algo raro, la más significativa fue la de Martim Francisco de Andrada e Silva y José Bonifácio de Andrada e Silva, en 1819.

### Durante el Imperio Brasileño
Después de la independencia de Portugal, declarada por el hijo del rey en 1822, Pedro I (quien se convirtió en el primer Emperador del nuevo país), las políticas relacionadas con la educación superior, la ciencia y la tecnología en Brasil se paralizaron relativamente. En las primeras dos décadas del siglo, la ciencia en Brasil se llevó a cabo principalmente mediante expediciones científicas temporales de naturalistas europeos, tales como Charles Darwin, Maximilian zu Wied-Neuwied,  Carl von Martius, Johann Baptist von Spix, Alexander Humboldt, Augustin Saint-Hilaire, Baron Grigori Ivanovitch Langsdorff, Friedrich Sellow, Fritz Müller, Hermann von Ihering, Émil Goeldi y otros. Esta ciencia fue principalmente descriptiva de la fantástica biodiversidad brasileña de su flora y fauna, y también su geología, geografía y antropología, y hasta la creación del Museo Nacional, los especímenes fueron llevados en su mayoría a instituciones europeas.
En el área educativa, una serie de instituciones de educación superior se fundaron en el siglo XIX, pero durante las próximas décadas, la mayoría de los estudiantes brasileños, aún estudian en universidades europeas, como la antigua Universidad de Coímbra, en Portugal.
Las cosas comenzaron a cambiar después de 1841, cuando el hijo mayor de Pedro I, el emperador Pedro II llegó al tronoa los 15 años. En los siguientes 50 años, Brasil disfrutó de una estable monarquía constitucional. Pedro II fue un monarca ilustrado que favoreció las artes, la literatura, la ciencia y la tecnología y tuvo amplios contactos internacionales en estas áreas. El pilar de la ciencia brasileña y la sede de sus primeros laboratorios de investigación fue el Museo Nacional en Río de Janeiro, que existe hasta hoy. Pedro II desarrolló un fuerte interés personal y seleccionó e invitó a muchas personalidades científicas europeas, como von Ihering y Goeldi, a trabajar en Brasil. Él y sus ministros, cortesanas y senadores a menudo asistían a conferencias científicas en el Museo. Allí, el primer laboratorio de fisiología fue fundado en 1880, bajo la dirección de João Baptista de Lacerda y Louis Couty. Desafortunadamente, la creación de universidades de investigación e instituto de investigación recién se produciría a principios del siglo XX, un largo retraso para la educación, la ciencia y la tecnología en Brasil.
La revista científica más antigua de Brasil,  Archivos do Museu Nacional , se estableció en 1876.
En 1861, el padre Francisco João de Azevedo creó el primer prototipo de una máquina de escribir. El padre Roberto Landell de Moura fue el pionero en la transmisión de voz cuando, en 1893, transmitió su propia voz a ocho kilómetros de distancia a través de un equipo de radio patentado en Brasil. 

### sigloXX
Durante la década de 1980, el gobierno utilizó una política de proteccionismo en la informática. Las empresas y administraciones se vieron obligadas a utilizar software y hardware nacionales, requiriendo autorización gubernamental para hacer importaciones. Esto alentó el crecimiento de las empresas nacionales, pero a pesar del desarrollo de productos como clones de MSX, clones de consola de Nintendo y SOX Unix, el mercado de la computación nacional en ese momento se vio obstaculizado por la falta de suministro en comparación con los competidores extranjeros. El gobierno gradualmente permitió más importaciones, hasta que las barreras fueron eliminadas por completo. La industria brasileña de IT ha logrado algunas hazañas notables, particularmente en el área de software. 
El Ministerio de Ciencia y Tecnología, que el gobierno de Sarney creó en marzo de 1985, fue dirigido inicialmente por una persona asociada con las ideologías nacionalistas. Aunque el nuevo ministro pudo aumentar el presupuesto para el sector de ciencia y tecnología, permaneció aislado dentro del gobierno y no tuvo influencia en la formulación de políticas para la economía de Brasil. Con el nuevo ministerio, las agencias de ciencia y tecnología aumentaron de tamaño pero perdieron parte de su antigua independencia y flexibilidad, y se volvieron más susceptibles a la política de patrocinio. La mayoría de los recursos del CNPq se canalizaron a los procedimientos de los programas de becas para el control de calidad y ningún mecanismo para que los becarios participen activamente en las instituciones de ciencia y tecnología del país. Los nuevos grupos compitieron por los recursos y el control de las agencias de ciencia, tecnología y educación superior del país. Estos grupos incluían partidos políticos, profesores y empleados universitarios sindicalizados, sociedades científicas y grupos de intereses especiales dentro de la comunidad científica y tecnológica. La SBPC (Sociedad Brasileña para el Desarrollo Científico) dejó a un lado su imagen de asociación semiautónoma de científicos para convertirse en un lobbista activo para obtener más recursos públicos y la protección de tecnología nacional de la competencia internacional. 
El gobierno de Fernando Henrique Cardoso trajo importantes avances en la ciencia y la tecnología para combatir el SIDA y, en enero de 1995, el servicio de internet en portugués para Brasil.
En 1998, se crean nuevos institutos de investigación con la figura de organizaciones sociales. Esto les permite autonomía para contratar (o despedir) personal, contratar servicios, comprar equipos, elegir los temas y objetivos de la investigación científica o tecnológica y firmar contratos de investigación con empresas privadas. La flexibilidad otorgada a estas organizaciones sociales y su estilo de gestión las ha convertido en una historia de éxito en la ciencia brasileña. En 2015, ya eran seis las organizaciones de este tipo:
- Instituto de Matemáticas Puras y Aplicadas (IMPA);
- Instituto para el Desarrollo Sostenible de la Selva Amazónica (IDSM);
- Centro Nacional de Investigación en Energía y Materiales (CNPEM);
- Centro de Gestión y Estudios Estratégicos (CGEE);
- Red Nacional de Docencia e Investigación (RNP); y
- Empresa Brasileña de Investigación e Innovación Industrial (Embrapii).

En 2002, el país realizó la primera elección 100% electrónica en el mundo, obteniendo el 90% de los resultados en 2 horas. El sistema es especialmente adecuado para un país con tasas relativamente altas de analfabetismo, ya que muestra la fotografía de un candidato antes de que se confirme una votación.
La administración de Lula lanzó en 2005 una "computadora personal" para promover una inclusión digital con las finanzas gubernamentales disponibles y una configuración mínima fija. Al rechazar el sistema operativo de Microsoft (Windows XP Starter Edition), se entrega con un sistema brasileño de Linux configurado que ofrece funciones básicas como el procesamiento de texto y la navegación en Internet. Un proyecto para hacer acceso gratuito y barato a internet, sin embargo, todavía no ha dejado el papel.

#### Biología y medicina
En el campo médico, los científicos brasileños fueron responsables de importantes descubrimientos. Vital Brazil descubrió la especificidad del suero antiofídico y Carlos Chagas fue el descubridor de la enfermedad de Chagas. Oswaldo Cruz inició importantes estudios sobre enfermedades tropicales y fundó el Instituto Oswaldo Cruz. Henrique da Rocha Lima fue el descubridor de la bacteria que causa el tifus, Rickettsia rickettsii, y Mauricio Rocha e Silva descubrió la bradiquinina, una hormona utilizada en la lucha contra la hipertensión. En 1971, el médico Euryclides Zerbini inventó la válvula coronaria.

#### Actividad aeroespacial

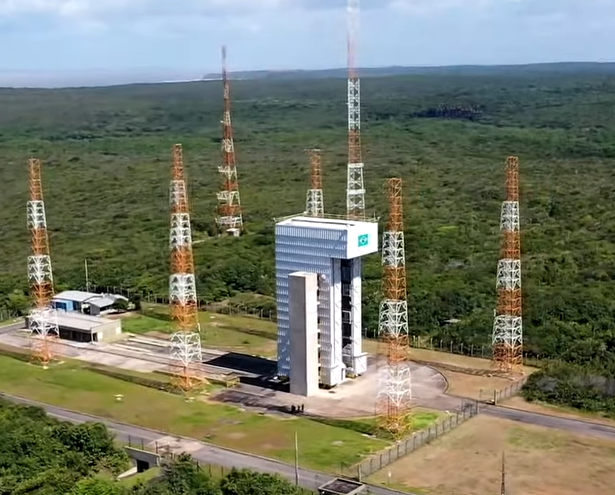
VLS Pad Alcantara

Brasil tiene un programa espacial avanzado en América Latina, con recursos significativos para vehículos de lanzamiento, y fabricación de una serie de satélites de observación y otros fines científicos como los SCD, el Amazônia-1 y los sino-brasileros CBERS.
Él país produce la familia de lanzadores suborbitales VS que contar con decenas de vuelos desde el CLA en Brasil y en Europa y Oceanía. El programa espacial brasilero está desarrollando el lanzador orbitador VLM-1 que fue probado recientemente con suceso su motor S50 de 12 ton y 550 kN de empuje.

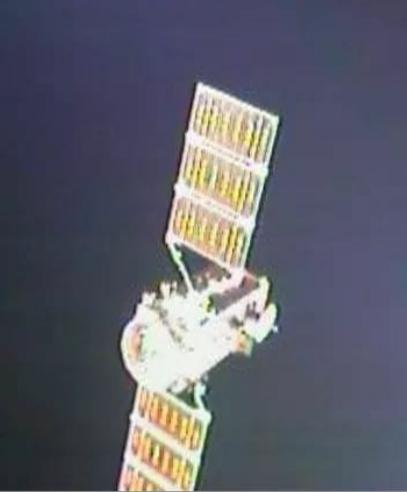
Amazônia-1 en orbita

El 14 de octubre de 1997, la Agencia Espacial Brasileña firmó un acuerdo con la NASA para proveer piezas para la ISS. Este acuerdo posibilitó el Brasil entrenar a su primer astronauta. El 30 de marzo de 2006, el teniente coronel Marcos Pontes, a bordo de la nave Soyuz se convirtió en el primer astronauta brasileño y en el tercer latinoamericano en orbitar la Tierra.
En abril de 2021 la Agencia Espacial Brasileña divulgado los nombres de empresas privadas seleccionadas para operar lanzamientos orbitales y suborbitales desde el centro espacial, las empresas autorizadas son las Virgin Orbit, Orion AST, C6 Launch y Hyperion.
En junio de 2021, el Ministerio de Ciencia y Tecnología (MCTI) y la AEB firmaron el convenio que oficializa la participación de Brasil en el Programa Artemisa. Fue el primero en Sudamérica en adherirse a los Acuerdos de Artemisa y el décimo en participar oficialmente en la colaboración. Los funcionarios del gobierno brasileño dicen que el país producirá y desarrollará equipos robóticos para ayudar con la exploración lunar..
Al diciembre de 2021 fue realizado con suceso el primero vuelo de un motor Scramjet desde el CLA en la Operação Cruzeiro, impulsado por el cohete VSB-30 V32 el motor será utilizado en el vehículo hipersónico 14-X.

#### Física
El físico brasileño César Lattes fue el codescubridor del pion en 1947, en esa área Brasil también es uno de los pocos países de América Latina con aceleradores de partículas Sincrotrón en operación, un mecanismo de búsqueda de física, química, de ciencias de materiales y de biología.
En la ciudad de brasileña de Campinas se ubican los aceleradores UVX y el acelerador de partículas Sirius, este último con un anillo magnético de 518 metros y 3 GeV de potencia. En 2021 el consejo de CERN (Organización Europea para la Investigación Nuclear) aceptó a Brasil como miembro asociado.
Brasil también realiza experimentos en el área de fusión nuclear, contando con tres tokamaks (reactores experimentales para el estudio del plasma de fusión) y el INPE opera el ETE (Experimento esférico Tokamak) diseñado y construido en el país.

#### Energía nuclear
El uranio enriquecido en la Fábrica de Combustible Nuclear (FCN), de Resende, en el estado de Río de Janeiro, atiende la demanda energética del país y, además de dominar el ciclo completo de enriquecimiento de uranio, ha permitido exportar combustible nuclear en la forma de uranio enriquecido al 4,15% en forma de polvo de UO2 a otros países como para Argentina, para uso en el reactor nuclear Atucha y el reactor modular Carem-25.
Se está construindo el primer submarino nuclear del país, el SSN Álvaro Alberto a partir del desarrollo de la Clase Riachuelo atualmente en carrera de fabricación en el país.

#### Ingeniería
Santos Dumont construyó y voló los primeros globos dirigibles a gas, que le valieron el Premio Deutsch en 1901, y en 1906 realizó los primeros vuelos aprobados de un avión más pesado que el aire. En 1922, Conrad Wessel descubrió y patentó una nueva fórmula para el desarrollo fotográfico y abrió la primera fábrica de papel fotográfico en Brasil, adquirida posteriormente por Kodak. 
En 1977, Andreas Pavel creó el primer reproductor de audio portátil y Nélio José Nicolai creó el identificador de llamadas. El ingeniero Nelson Bardini creó la tarjeta telefónica en 1978. En 1996, la votación electrónica brasileña fue creada por un trabajo conjunto de técnicos del Instituto Nacional de Investigación Espacial, Aeronáutica, el Ministerio del Ejército y el Tribunal Superior Electoral.

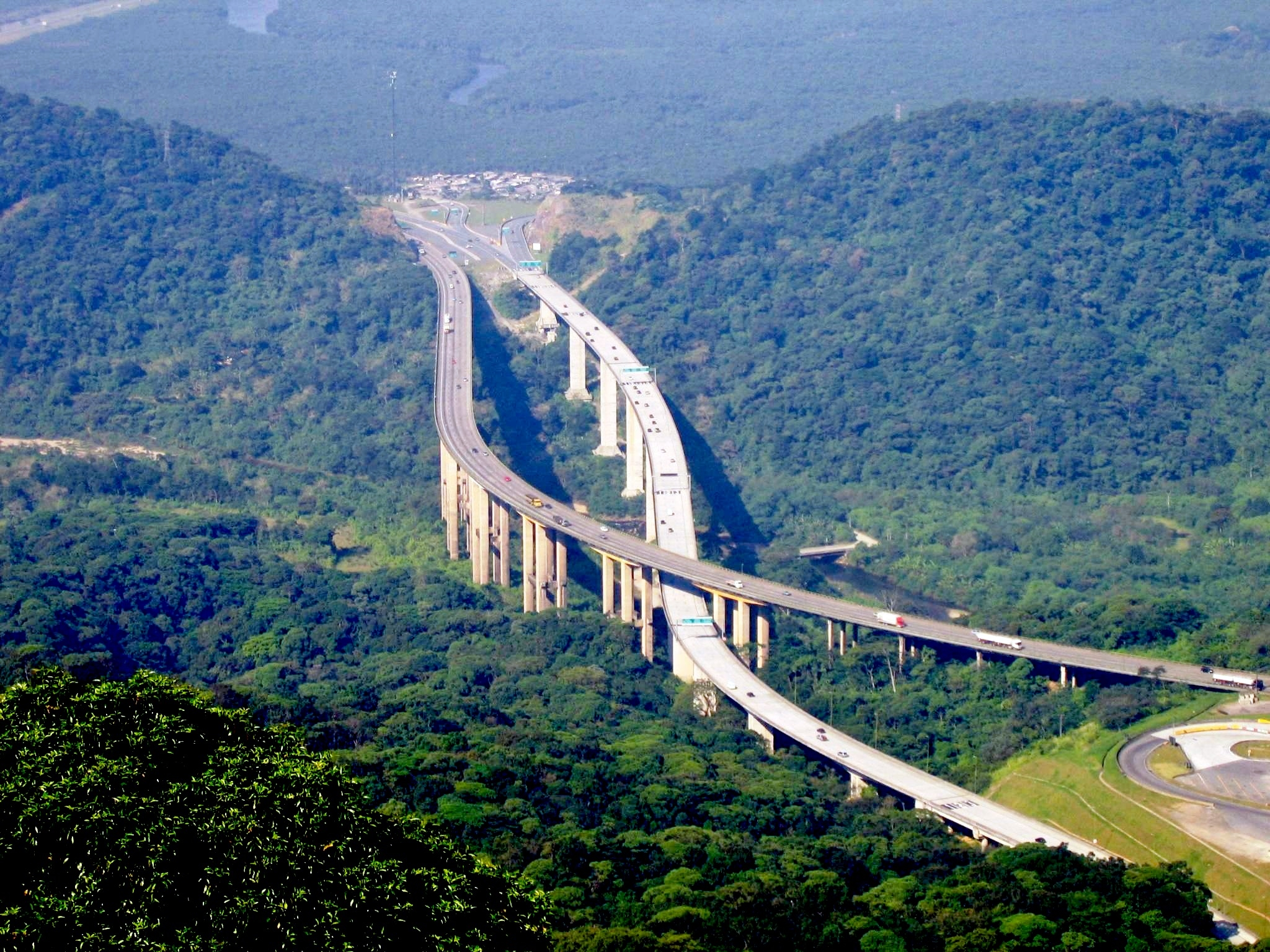
Rodovia dos Imigrantes

El Brasil tiene tradición en la ingeniería civil con obras como la Represa de Itaipú, la ciudad de Brasília, el puente Rio-Niterói y la Rodovia dos Imigrantes, carretera que conecta la meseta de São Paulo con su costa. En el área de biotecnología e ingeniería agronómica, cuenta con empresas de referencia en suelos tropicales como Embrapa, que permitió la expansión de la agricultura en suelos relativamente infértiles del interior del país, permitiendo que el país se convierta en uno de los mayores exportadores de alimentos en el mundo.
Según el Relatorio Global de Tecnología de la Información 2009-2010 del Forum Económico Mundial, Brasil es el 61.er mayor desenvolvedor mundial de tecnología de la información.
La ciencia de Brasil en el período 2011 a 2016, publicó más de 250.000 artículos en la base de datos de Web of Science en todas las áreas del conocimiento, con uno de los mayores crecimiento de producción científica entre todas las naciones y alcanzó el 11º puesto entre los productores de conocimiento del mundo, aportando el 2,12% de los artículos de 183 países.

#### Ciencias sociales
Durante el siglo XX se puso en marcha una combinación de políticas públicas, programas internacionales de cooperación, y otros recursos económicos y administrativos enfocados al desarrollo de la ciencia brasileña que fueron extendidos al ámbito de las ciencias sociales a partir de los años 1970: primero, con inversión en educación superior. Segundo, a partir de los años 2000, con la internacionalización de la investigación brasileña en ciencias sociales. Esto conllevó una mayor movilidad internacional para una nueva generación de científicos sociales, que tuvieron más oportunidades para realizar parte de sus estudio en el extranjero antes de volver a Brasil. El número de alumnos matriculados en programas de posgrado y doctorado en las disciplinas de ciencia política, sociología y antropología se duplicaron entre 1974 y 1985.